# ウルトラタワー
ウルトラタワーは、日本のロックバンド。

## メンバー
- 大濱健悟（ボーカル&ギター）
  - 解散後の2017年にshannons.を結成[1]。
- 寺内 渉（ギター）
- 平柿 優（ベース）
- 竹内阿理（ドラムス）

## 概要・略歴
2007年、当時中学生の大濱を中心に結成。
2008年にヤマハ主催の「The 2nd Music Revolution」で関西地区グランプリを獲得。
2014年、avex traxから1stミニアルバム「太陽と月の塔」でメジャデビュー。翌年リリースのシングル「希望の唄」はテレビアニメ「食戟のソーマ」のオープニングテーマに起用された。
2017年2月、1年9ヶ月ぶりとなる3rdミニアルバム「灯火」をリリース。3月3日から全国ツアーを開催したが、3月20日に京都MUSEで行われた全国ツアーのファイナル公演をもって解散。

## ディスコグラフィー

### 配信
| 発売日        | タイトル                 | 備考 |
| ------------- | ------------------------ | ---- |
| 2016年8月24日 | ファンファーレが聴こえる |      |

## ミュージックビデオ
| 公開日         | 曲名        | 再生数 | 備考 |
| -------------- | ----------- | ------ | ---- |
| 2014年7月4日   | RUBY SPARKS |        |      |
| 2015年4月13日  | 希望の唄    | 750万  |      |
| 2015年4月28日  | 春に残る雪  |        |      |
| 2018年12月20日 | 疾走        |        |      |

## タイアップ一覧
| 使用年 | 曲名             | タイアップ                                                |
| ------ | ---------------- | --------------------------------------------------------- |
| 2014年 | ハロー           | テレビ東京『なないろ日和!』エンディングテーマ             |
| 2014年 | ハロー           | イオン北海道 7周年企業イメージCMソング                    |
| 2014年 | RUBY SPARKS      | TBS系『がっちりマンデー!!』7月〜9月エンディングテーマ     |
| 2014年 | RUBY SPARKS      | 毎日放送『MUSIC EDGE + Osaka Style』8月エンディングテーマ |
| 2014年 | RUBY SPARKS      | KBS京都『京スポ』8月度エンディングテーマ                  |
| 2014年 | 暇な夜、雨が降る | BS朝日『テイバン・タイムズ』エンディングテーマ            |
| 2014年 | 星降る街         | TBS系『王様のブランチ』8・9月エンディングテーマ           |
| 2015年 | 希望の唄         | MBS・TBS系アニメ『食戟のソーマ』前期オープニングテーマ    |
| 2017年 | 疾走             | TBS系『COUNT DOWN TV』2月度エンディングテーマ             |
| 2017年 | 疾走             | MUSIC ON! TV『ZOOM UP!』2月度エンディングテーマ           |

## ヘビーローテーション/パワープレイ

### テレビ
| 使用年 | 曲名                     | ヘビーローテーション/パワープレイ                  |
| ------ | ------------------------ | -------------------------------------------------- |
| 2016年 | ファンファーレが聴こえる | MBS『赤鬼・青鬼』8月マンスリーパワープレイ"鬼推し" |